# Devin Townsend
Devin Garrett Townsend (Vancouver, 5 maggio 1972) è un cantante, chitarrista e produttore discografico canadese.
Artista dalle ampie vedute musicali nonché estremamente prolifico, ha raggiunto la notorietà con Steve Vai, per il quale nel 1993 ha cantato nell'album Sex & Religion, e con gli Strapping Young Lad, attivi tra la metà degli anni novanta e la metà degli anni duemila. Townsend è anche a capo della HevyDevy Records, etichetta discografica da lui fondata. In qualità di produttore discografico, ha collaborato a dischi di noti gruppi metal come Lamb of God, Soilwork, Darkest Hour e Stuck Mojo.

## Biografia

### Primi anni
All'età di cinque anni Townsend comincia a suonare il banjo, passando alla chitarra due anni più tardi. Al liceo fa parte di molti gruppi heavy metal, a 19 anni fonda i Grey Skies e circa in quel periodo entra a far parte di un popolare gruppo locale chiamato Caustic Thought, dove rimpiazza Jed Simon alla chitarra e suona insieme a Byron Stroud (entrambi faranno parte degli Strapping Young Lad).
Nel 1993 Townsend comincia a scrivere materiale sotto il nome di Noisescapes, un progetto definito «violento come gli Strapping Young Lad». Con questo pseudonimo registra una demo che viene spedita a numerose etichette discografiche. La Relativity Records mette sotto contratto il chitarrista canadese, e successivamente viene pubblicato l'album Promise. L'etichetta lo mette poi in contatto con il chitarrista Steve Vai che, impressionato dalle sue doti vocali, gli offre il ruolo di cantante nell'album Sex & Religion alla cui pubblicazione segue un tour mondiale. Poco tempo dopo partecipa ad un altro tour mondiale del chitarrista statunitense, questa volta insieme ai The Wildhearts, la band di spalla: si esibisce dal vivo con la band per la prima metà del 1994 in Europa comparendo anche come ospite nel singolo Urge.
Durante questo tour Townsend forma un progetto di breve durata con l'allora bassista dei Metallica Jason Newsted chiamato IR8 composto da Newsted al basso e alla voce, Devin alla chitarra e Tom Hunting degli Exodus alla batteria. Il gruppo però si scioglie dopo aver registrato una demo, pubblicata solamente nel 2002 dal bassista, nella compilation IR8 / Sexoturica.
Pur sentendosi soddisfatto dei traguardi raggiunti, Townsend era scoraggiato dalle esperienze avute con l'industria discografica: «Ero diventato il prodotto dell'immaginazione di qualcun altro, e si stava mescolando con la mia personalità», dichiarò successivamente. «Questa combinazione fu atroce». Il suo intento era quello di far decollare i suoi progetti ma, nonostante ricevesse importanti offerte per partecipare a tour di altri musicisti, la sua musica veniva costantemente rifiutata. La Relativity Records non rinnovò il contratto con i Noisescapes non appena Townsend accettò l'offerta di Steve Vai perché non vedeva nessuna commerciabilità nella sua musica, fatto che poi l'ha spinto a dichiarare «Ho l'impressione che mi abbiano offerto un contratto solo per farmi cantare con Steve». Durante il tour con i Wildhearts riceve però una telefonata da un A&R della Roadrunner Records, che esprime interesse nelle sue demo con l'intenzione di offrirgli un contratto. I vertici dell'etichetta rigettarono però la proposta definendo le sue registrazioni come «solo rumore».

### Strapping Young Lad

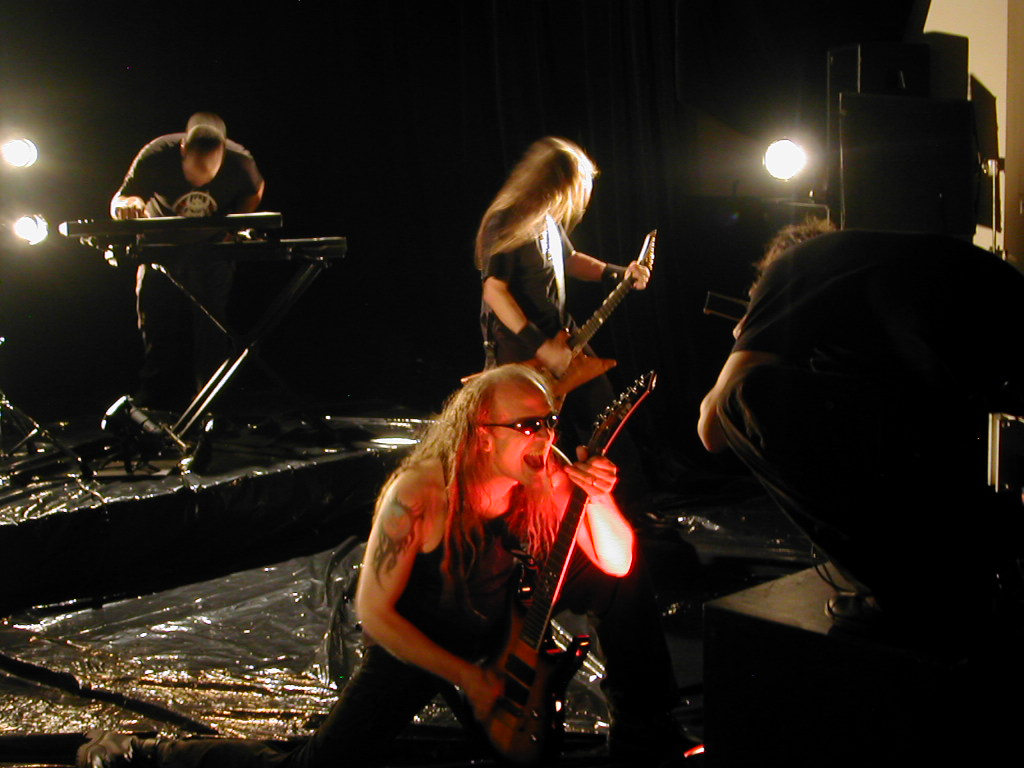
Il gruppo nel 2005 sul set del videoclip di Zen

Nel 1994 la Century Media Records offrì a Townsend un contratto per la registrazione di «alcuni album estremi». L'artista canadese preferì quindi ricominciare da zero optando per lo pseudonimo Strapping Young Lad. Come dichiarò in seguito, «all'inizio volevo evitare a tutti i costi di usare il mio nome perché ero ricordato come "il cantante di Steve Vai" e non era la miglior pubblicità da avere. Stavo suonando la musica di qualcun altro e venivo giudicato in base a quello». Nell'album di debutto Heavy as a Really Heavy Thing del 1995, Townsend suonò quasi tutti gli strumenti.
Nel 1996 Townsend, insieme a musicisti amici conosciuti a Vancouver, scrisse e registrò in un solo mese l'album Cooked on Phonics sotto il nome Punky Brüster, una parodia dei gruppi punk rock. Il 1997 vide l'uscita del secondo album City, nel quale Townsend riuscì a trovare una formazione stabile con il batterista Gene Hoglan, l'ex Caustic Thought Jed Simon alla chitarra e il bassista Byron Stroud. L'album venne considerato sia dalla critica che dallo stesso cantante il migliore della band.

Nel corso degli anni duemila uscirono anche l'album omonimo, Alien e The New Black. Dopodiché Townsend sciolse il gruppo:

### Carriera solista
Parallelamente all'attività con gli Strapping Young Lad, nel 1997 Townsend pubblicò il primo album solista Ocean Machine: Biomech, distribuito dalla propria etichetta discografica indipendente HevyDevy Records. Dal punto di vista musicale, si tratta di un mix di hard rock, musica d'ambiente e rock progressivo. Intorno allo stesso periodo Townsend si avvicinò pericolosamente ad un crollo mentale e, in seguito al ricovero presso un ospedale psichiatrico, gli fu diagnosticato un disturbo bipolare: 
Dopo essere stato dimesso, Townsend fu in grado di scrivere il suo secondo album Infinity, pubblicato nell'ottobre 1998 e da lui definito «il progetto padre» di City e di Ocean Machine: Biomech. Tornato in studio con Hoglan a lavorare sull'album, Devin suona la maggior parte degli strumenti. Il progetto successivo di Townsend impiegò diversi anni per giungere a buon fine. Dopo la creazione del demo degli IR8, Townsend e il bassista Jason Newsted cominciarono a lavorare su un nuovo progetto chiamato Fizzicist, che descrissero come «più pesante degli Strapping Young Lad». Quando il demo fu pubblicato, i compagni di band di Newsted James Hetfield e Lars Ulrich appresero del progetto e vietarono a Newsted di lavorare su altri progetti al di fuori dei Metallica. Con il progetto in fase di stallo, Townsend scrisse l'album da solo e radunò gli Strapping Young Lad per le sessioni di registrazione (unico caso in cui la formazione degli SYL registrò un album solista di Townsend). Intitolato Physicist, l'album fu pubblicato nel giugno 2000 ma fu contestato per il missaggio (Townsend in seguito lo definì il suo album peggiore).
Sentendosi responsabile di aver offeso i fan con Physicist, Townsend sentì la necessità di comporre un disco più personale e sincero. Fu ispirato una mattina, viaggiando attraverso il Canada con la sua band, e decise di scrivere un album introspettivo dedicato alla sua patria. Così scrisse e produsse Terria, un "Album-flusso di coscienza" con Gene Hoglan alla batteria, Craig McFarland al basso e Jamie Meyer alla tastiera. Townsend citò Pepper White degli Ween come una fonte di ispirazione per l'album. Terria fu pubblicato nel novembre 2001.
In quel periodo Townsend formò un proprio gruppo permanente per le registrazioni e per i tour inerenti al proprio materiale da solista. Nacque così The Devin Townsend Band, composta da Brian Waddell alla chitarra, Mike Young al basso, Ryan Van Poederooyen alla batteria e Dave Young alla tastiera.
Tale formazione incise in meno di un anno l'album Accelerated Evolution, accolto positivamente dalla critica specializzata. Mike G. di Metal Maniacs lo ha definito «l'album dell'anno», lodandolo per «il difficile obiettivo di risultare estremamente accessibile ma anche pesante, e allo stesso tempo rappresentare un rock bello e maestoso». Prima della formazione della Devin Townsend Band, Townsend aveva rappresentato dal vivo i suoi dischi solisti con la formazione degli Strapping Young Lad; la band avrebbe suonato un set di canzoni degli Strapping Young Lad e un set di canzoni di Devin Townsend. Dopo l'uscita di Accelerated Evolution, Townsend e i suoi due gruppi sarebbero andati in tour separatamente.
Nel 2004 Townsend pubblicò l'album Devlab, che distacca dalle precedenti pubblicazioni a causa delle sonorità più ambient, e cominciò a mettere insieme il successivo album della Devin Townsend Band, con il titolo provvisorio Human. Townsend concepì l'album come la controparte «piacevole» di Alien degli Strapping Young Lad. «È fondamentalmente un disco che parla del ritorno sulla Terra dopo essere stato nello spazio per un po'». L'album finì per essere rinominato Synchestra e venne pubblicato nel gennaio del 2006. In questo lavoro Townsend mostrò una grande varietà di stili musicali, fondendo il suo marchio di fabbrica pop metal con influenze folk, polka, e musica del medio oriente.
La moglie di Townsend, Tracy Turner, diede alla luce il loro primo figlio Reyner Liam Johnatan Townsend il 4 ottobre 2006. In questo periodo, Townsend si ritirò dai tour per trascorrere del tempo con la sua famiglia. Da casa completò il suo secondo album ambient da solista The Hummer, pubblicandolo in esclusiva sul suo sito nel novembre del 2006.
Nel maggio del 2007 Townsend pubblica Ziltoid the Omniscient, un'opera rock basato su un omonimo alieno immaginario. Questo è stato un vero e proprio album solista, programmando la batteria utilizzando Drumkit from Hell, una drum machine software che utilizza campioni MIDI registrati da Tomas Haake dei Meshuggah, e suonando tutti gli altri strumenti. Poco dopo l'uscita dell'album, Townsend annunciò di non avere più intenzione di fare tour o album con gli Strapping Young Lad e The Devin Townsend Band, sciogliendo entrambi i progetti.
Nel 2008 Townsend prestò la sua voce a personaggi in diversi episodi del cartone animato Metalocalypse Adult Swim; il character design originale per Pickles the Drummer, uno dei personaggi principali della serie, aveva una sorprendente somiglianza con Townsend. Il co-creatore della serie, Brendon Small, riconobbe la somiglianza e modificò il progetto prima che la serie ebbe inizio. "Abbiamo fatto in modo da non dargli l'aspetto di Devin Townsend. Gli abbiamo messo il pizzetto e i dreadovers in modo da non farlo apparire così".

### Devin Townsend Project
Dopo essersi staccato dal mondo della musica, Townsend si tagliò i suoi caratteristici capelli e smise di bere e di fumare. Townsend trovò "sconcertante" il fatto di trovare difficoltà a scrivere musica senza droghe, e aveva difficoltà a individuare il suo scopo come musicista. Trascorse un anno producendo album ma senza scrivere nuovo materiale, ma lo trovò poco gratificante e decise di "prendere la chitarra e semplicemente scrivere". Iniziò quindi un periodo di "scoperta di sé", dove imparò "come creare senza droghe ".
Nell'arco di due anni, Townsend scrisse oltre 60 canzoni, e scoprì che si inserivano in "quattro stili distinti". Nel marzo del 2009, Townsend annunciò i suoi piani per una serie di quattro album, pubblicati come Devin Townsend Project, con l'obiettivo di chiarire la sua identità musicale e di essere direttamente "responsabile" dei progetti che proponeva al pubblico. In questo particolare progetto Townsend decise di proporre un diverso "tema" e un diverso gruppo di musicisti per ogni album.

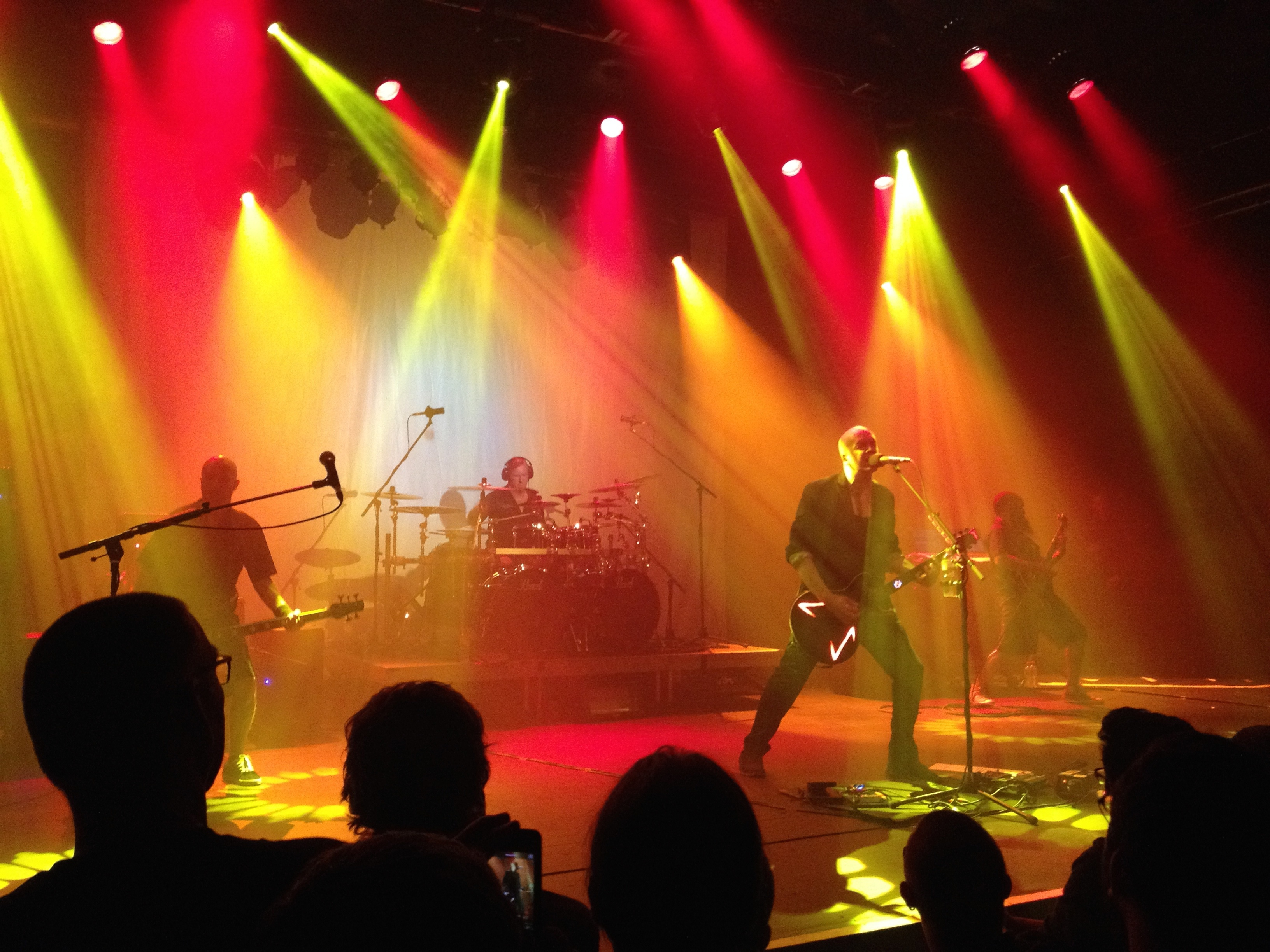
I Devin Townsend Project in concerto

Ki, primo album del Devin Townsend Project, fu scritto per "preparare il terreno" per gli album successivi. Townsend incanalò il suo ritrovato controllo e la ritrovata sobrietà in Ki, un album "quieto, tranquillo" che contrastava con la maggior parte della musica con la quale era stato conosciuto. Ki fu pubblicato nel maggio del 2009. Il secondo album, "commerciale, ma pesante" chiamato Addicted, fu pubblicato nel novembre del 2009.
Townsend tornò sul palco nel gennaio del 2010, in un tour del Nord America con headliner i Between the Buried and Me, i Cynic e gli Scale The Summit. Seguì un tour da headliner in Australia e una serie di spettacoli in Europa (ad esempio co-headliner al Brutal Assault Festival in Repubblica Ceca). Iniziò un tour da headliner in Nord America con i britannici Tesseract come gruppo d'apertura, che ebbe inizio nel mese di ottobre del 2010, ed effettuò una tournée in Europa con gli Aeon Zen e Anneke van Giersbergen come support.

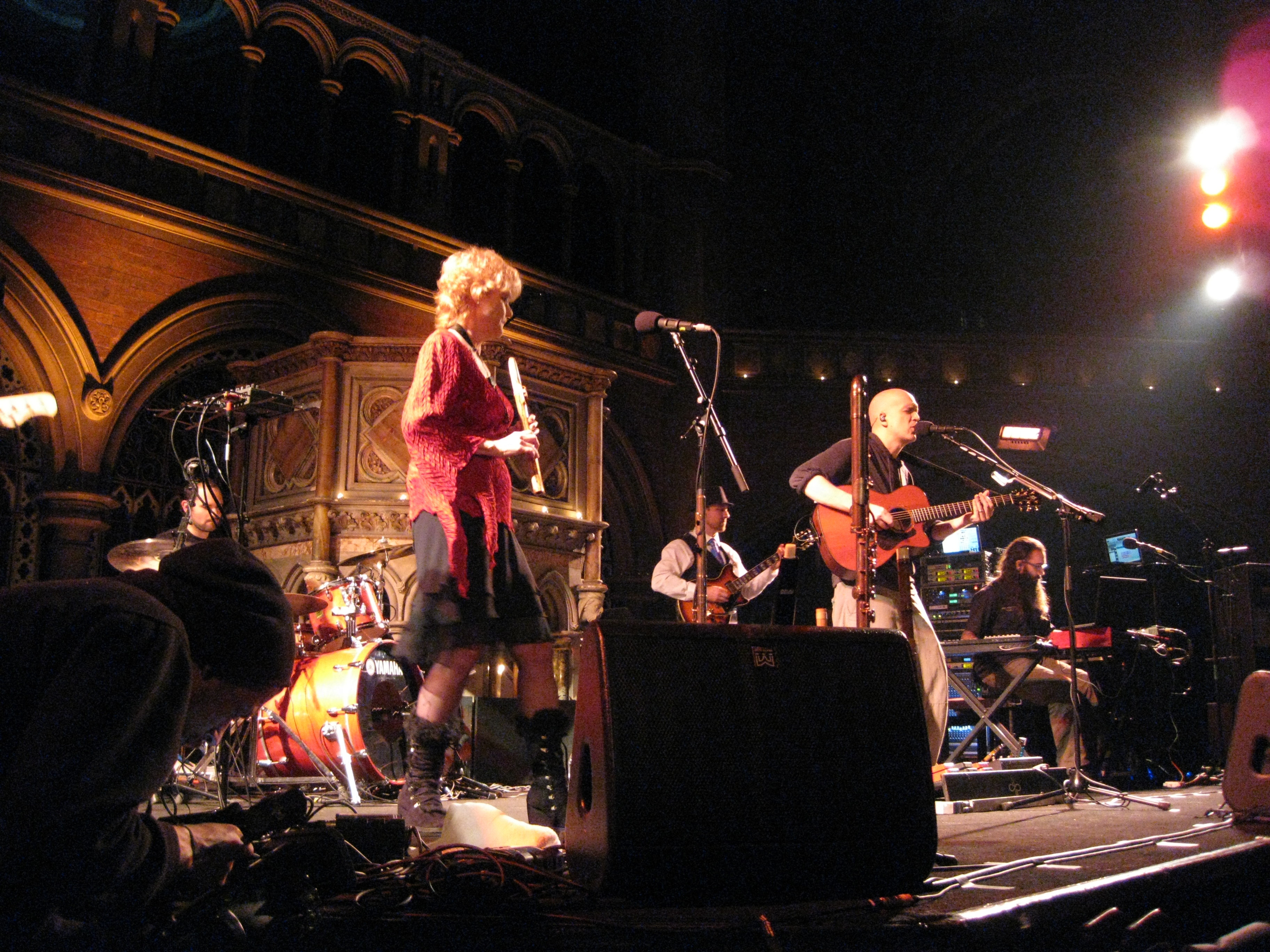
La formazione del Devin Townsend Project per l'esecuzione live di Ghost

Gli album finali della serie Devin Townsend Project, intitolati Deconstruction e Ghost, furono pubblicati il 21 giugno 2011. Townsend eseguì tutti e quattro gli album del progetto Devin Townsend Project nel Regno Unito e registrò un DVD chiamato By A Thread - Live in London 2011, che uscì nel 2012. I primi tre shows si svolsero presso la University of London Union, il 10 e l'11 novembre del 2011. Ki, Addicted, e Deconstruction furono eseguiti singolarmente in tre serate. Lo spettacolo per Ghost si svolse presso la Union Chapel di Islington il 13 novembre 2011. Questi quattro spettacoli furono intitolati "An Evening with the Devin Townsend Project".
Dal 2009 Townsend sta rielaborando i piani per espandere il franchising di Ziltoid the Omniscient. Le sue idee includono un album sequel, un "musical in piena regola" intitolato Z², ma l'idea sembra essere stata abbandonata, come Townsend dichiarò a metà giugno 2011, «Mi sono rapidamente reso conto che l'umorismo e il metal... In realtà insieme non funzionano». Tuttavia, nel luglio del 2011, dichiarò sul suo account Twitter che l'album era ancora in lavorazione, ma è stato «in lizza per la pole-position» mentre lavorava su altri progetti. Egli espresse la possibilità di iniziare una serie di video on-line, una serie dal titolo ZTV, in cui il burattino Ziltoid conduce interviste con varie band. Una graphic novel basata sul personaggio Ziltoid, ed eventualmente l'album Ziltoid the Omniscient eseguito come un vero e proprio musical (almeno per quanto realizzabile) furono presi in considerazione.
Intorno allo stesso periodo Townsend ha annunciato su Twitter di essere al lavoro sul quinto album del Devin Townsend Project, intitolato Epicloud. Egli ha descritto l'album come «Grande, pesante, con cose romantiche e melodiche. Bello, etereo e semplice». Il disco ha visto, tra gli altri, la partecipazione vocale della cantante olandese Anneke van Giersbergen. Come parte dell'Australia Soundwave Festival Townsend ha annunciato su Soundwave TV che inizierà a registrare Epicloud a Perth, in Australia, dopo il festival.
Townsend ha recentemente prodotto e suonato il basso sull'album di debutto dei Bent Sea, intitolato Nostalgia.

## Stile musicale

### I progetti

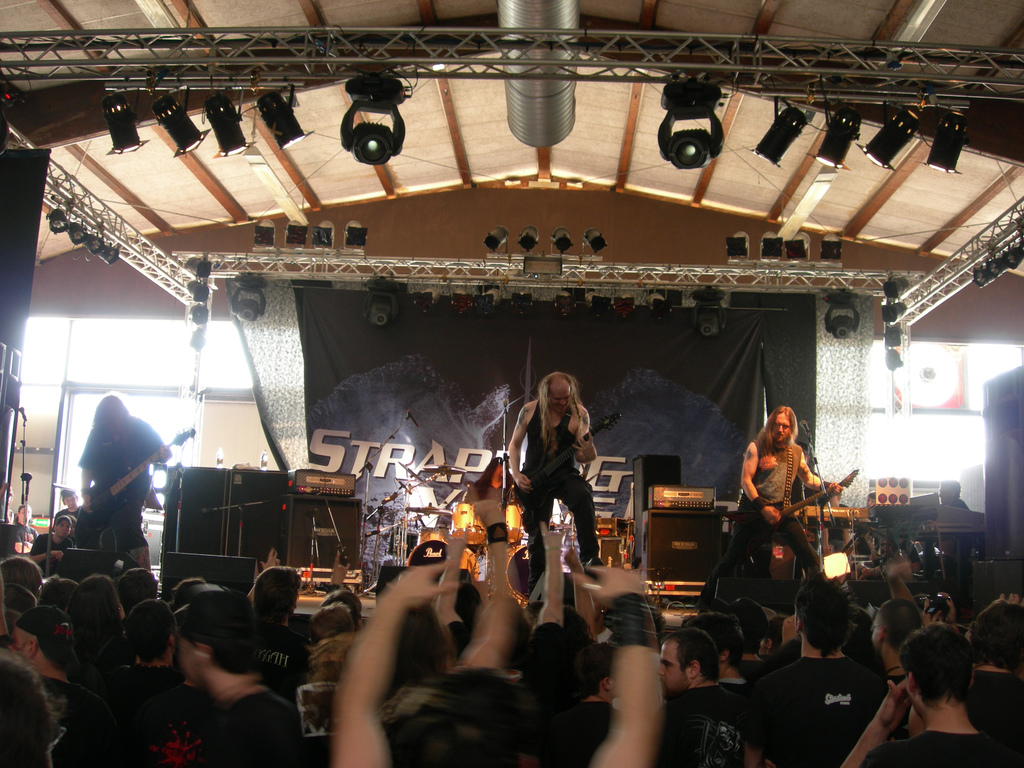
Gli Strapping Young Lad live al "Tribute to Flame Fest" (2006)

Townsend ha ideato i suoi due progetti principali, gli aggressivi Strapping Young Lad e il suo materiale solista più melodico, come controparte. Gli Strapping Young Lad si caratterizzavano per un incrocio di sonorità estreme, comprendendo influenze death metal, thrash metal, black metal e industrial metal. Il materiale inciso come artista solista presenta invece sonorità più variegate, attingendo da generi come il rock progressivo, il progressive metal, la musica d'ambiente. Nonostante il maggiore successo degli Strapping Young Lad, Townsend si identifica maggiormente con il suo materiale solista, e non ha mai inserito gli Strapping Young Lad al centro della sua musica.

### Stile di produzione
Essendo un proclamato "fan della registrazione multitraccia", Townsend ha sviluppato uno stile caratterizzato da un "muro di suono" ricco di strati e atmosfere, oramai diventato il suo marchio di fabbrica. Townsend ha avuto il plauso della critica per le sue produzioni, che "sono sempre segnate da un senso di avventura, di intrighi, con atmosfere caotiche e nel complesso sonoro pirotecniche", secondo Mike G. di Metal Maniacs. Townsend utilizza principalmente Pro Tools per produrre la sua musica, insieme ad altri programmi come Steinberg Cubase, Ableton Live e Logic Pro. Le idee musicali e lo stile di produzione di Townsend lo hanno messo a confronto con nomi storici quali Phil Spector e Frank Zappa. Townsend ha effettuato il mixaggio e il mastering per la maggior parte dei suoi lavori da solista. Ha anche prodotto, mixato e remixato lavori di altri artisti come Rammstein, Lamb of God, Soilwork, Darkest Hour e molti altri.

### Stile strumentale
Townsend utilizza principalmente accordature Open C sia per la chitarra a sei che a sette corde. Adesso utilizza anche le accordature Open B e Open B Flat (rispettivamente accordature mezzo tono e un tono in meno rispetto all'accordatura Open C) sulle sue chitarre a sei corde. Le tecniche di Townsend sono varie: fingerstyle, power chord, polychord, arpeggi in sweep-picking e tapping. Egli è anche noto per il suo uso pesante del riverbero e del delay. Townsend ha dichiarato di non apprezzare lo shredding affermando che "Musicalmente non fa per me" e che esegue assoli solo quando pensa di poterli inserire nel contesto della canzone. Townsend stesso ha dichiarato: "Sì, è suonato sul ... quarto tasto, corda E, ottavo tasto, corda A ...", e infine ha osservato, "non ho idea di quali note siano, ho delle persone che lo fanno per me".

### Influenze
Townsend trae influenza di una vasta gamma di generi musicali, principalmente dall'heavy metal. Townsend ha citato, tra gli altri, Judas Priest, W.A.S.P., Frank Zappa, musical di Broadway, ABBA, musica new Age, Zoviet France, King's X, Morbid Angel, Voivod, Barkmarket, Grotus, Jane's Addiction, Metallica, Cop Shoot Cop e Fear Factory come il suo influenze, e ha anche espresso la sua ammirazione per i Meshuggah più volte, definendoli "la miglior band metal del pianeta". City è stato influenzato da band come Foetus e Cop Shoot Cop, e The New Black fu influenzato da Meshuggah, e "metal più tradizionale" come i Metallica. Egli è anche influenzato da compositori classici come Igor' Fëdorovič Stravinskij.

## Strumentazione

### Chitarre
Devin Townsend ha utilizzato chitarre ESP dal 1994 al 2009, periodo durante il quale ne è stato endorser. Nei primi anni con gli Strapping Young Lad, durante i tour di supporto dei primi 2 album Heavy as a Really Heavy Thing e City, utilizzava una ESP Flying V con un pick-up EMG 81 e con la grafica disegnata dallo stesso Devin. Inoltre utilizzava una ESP Explorer con due pick-up EMG 81. Verso la fine degli anni novanta e l'inizio degli anni 2000 utilizzava due ESP telecaster (una bianca e una nera) con pick-up EMG 81. In questi anni Devin ha iniziato ad usare per la prima volta delle chitarre a sette corde, per la precisione due ESP Custom Shop Horizon 7 modello Baritona con scala da 27" e pick-up EMG 81-7; aveva inoltre due LTD Stephen Carpenter Signature, la SC-607 e la SC-607B. Durante il periodo con la Devin Townsend Band, occasionalmente è stato visto suonare con una Fender American Deluxe Stratocaster HSS (principalmente per suonare il brano Deadhead, dall'album Accelerated Evolution).
Finito l'endorsement con ESP, Townsend divenne endorser della Peavey, con la quale creò il suo primo modello di chitarra signature, la PXD Devin Townsend, una chitarra 7 corde baritona modello Flying V con un pick-up EMG 81-7 e un EMG SA single coil al manico. Oltre a questa, Townsend utilizzava un'altra chitarra uguale al suo modello signature, ma con solo il pick-up EMG 81-7, e due Predator 6 Custom, una nera con floyd rose e una natural flame-top con il logo DTP disegnato al tasto 12.
Townsend affermò, durante un'intervista con il sito Heavy Blog Is Heavy, che per lui era difficile trovare un compromesso nel tenere un endorsement e allo stesso tempo cercare di essere libero di usare altre chitarre.
Nel 2012 inizia ad usare altre chitarre non Peavey, ovvero:
- due Sadowsky modello telecaster
- Framus AK1974 S con corpo semi-hollow
- Framus AK 74 Custom #243, con corpo semi-hollow e varie parti della chitarra illuminate a led (il logo del Devin Townsend Project al 12º tasto, il logo sulla paletta e gli indicatori della tastiera a lato),
- Framus AK 74 Custom #264, con corpo semi-hollow e varie parti della chitarra illuminate a led (l'immagine sulla parte inferiore del corpo, il foro d'espansione sul corpo, il logo del Devin Townsend Project al 12º tasto, il logo sulla paletta e gli indicatori della tastiera a lato),
- Framus Mayfield Custom #228, con ponte Bigsby B7 tremolo e varie parti della chitarra illuminate a led (il logo del Devin Townsend Project al 12º tasto, il logo sulla paletta e gli indicatori della tastiera a lato),
- Framus Mayfield Custom #297, con ponte Tone Pros Tune-O-Matic e varie parti della chitarra illuminate a led (i due loghi di Ziltoid a forma di Z sul corpo, il logo sempre di Ziltoid al 12º tasto, il logo sulla paletta e gli indicatori della tastiera a lato).

Tutte queste chitarre appena citate sono equipaggiate con pick-up EMG Devin Townsend Signature Set.
Per la registrazione dell'album Casualties of Cool (con l'omonima band) ha usato una Gibson 335-S e alcune Fender Telecaster.
Durante varie clinic e per l'esecuzione di Ghost usa una chitarra acustica Alvarez Yairi.
Devin ha anche vari bassi: due Warwick Dolphins (5 e 6 corde), due Sadowsky Modern M5-24 ed un ZON 5 corde usato nelle registrazioni per Toontrack.
Devin usa corde D'Addario con scalatura .10-.52 per le 6 corde e .10-.60 per le 7 corde, plettri InTune .88 e cavi jack Planet Waves.

### Amplificazione ed effettistica
Dal 1996 al 2004 Devin ha usato una testata Peavey 5150 e casse Mesa Boogie e Marshall 4x12.
Dal 2005 ha iniziato ad usare come testate una Mesa Boogie Rectifier e una Stiletto, con un pedale overdrive Maxon OD808 come boost, e casse Mesa Boogie 2x12 e Marshall 4x12; inoltre un terzo segnale veniva mandato ad un pre-amplificatore/multieffetto Roland GP-100.
Nel 2010 Devin ha iniziato ad approcciarsi ai sistemi di amplificazione digitali, inizialmente usando un Line 6 POD, per passare poi al Fractal Audio Axe-Fx II.
Per la registrazione nel 2014 dell'album Casualties of Cool (con l'omonima band) ha usato un Fender '57 Champ Combo e un Fender Princeton e dei vecchi amplificatori Gibson.
Per suonare i suoi bassi usa due Ampeg 4x10.
Come effettistica live, Devin utilizza:
- due Fractal Axe-Fx II
- Fractal Axe-Fx Ultra (come backup di riserva)
- Fractal MFC101 (pedaliera midi che controlla l'Axe-Fx 2)
- pedale Bad Horsie Wah custom
- pedale Whammy custom
- pedale Volume custom
- due Roland GP-100 (multieffetto che Devin utilizza soprattutto come riverbero, il secondo è come backup di riserva)
- Radial JX44 (splitter del segnale)
- Radial ProD8 (DI a 8 canali)
- due Shure Wireless System

## Discografia

### Da solista
- 1997 – Ocean Machine: Biomech
- 1998 – Infinity
- 2000 – Physicist
- 2001 – Terria
- 2004 – Devlab
- 2006 – The Hummer
- 2007 – Ziltoid the Omniscient
- 2019 – Empath
- 2020 – Guitar Improvisation 1
- 2020 – Guitar Improvisation 2
- 2020 – Guitar Improvisation 3
- 2021 – The Puzzle
- 2021 – Snuggles
- 2022 – Lightwork

### Con gli Strapping Young Lad
- 1995 – Heavy as a Really Heavy Thing
- 1997 – City
- 2003 – Strapping Young Lad
- 2005 – Alien
- 2006 – The New Black

### Con i Punky Brüster
- 1996 – Cooked on Phonics

### Con la Devin Townsend Band
- 2003 – Accelerated Evolution
- 2005 – Synchestra

### Con il Devin Townsend Project
- 2009 – Ki
- 2009 – Addicted
- 2011 – Deconstruction
- 2011 – Ghost
- 2012 – Epicloud
- 2014 – Z²
- 2016 – Transcendence

### Con i Casualties of Cool
- 2014 – Casualties of Cool

## Citazioni
La band Avant-garde metal Give Us Barabba ha dedicato a Devin Townsend il brano omonimo contenuto nell'album Penis Barbecue del 2014.